# Centerville (Tennessee)
Centerville es un pueblo ubicado en el condado de Hickman en el estado estadounidense de Tennessee. En el Censo de 2010 tenía una población de 3.644 habitantes y una densidad poblacional de 124,39 personas por km².

## Geografía
Centerville se encuentra ubicado en las coordenadas 35°49′34″N 87°26′15″O / 35.82611, -87.43750. Según la Oficina del Censo de los Estados Unidos, Centerville tiene una superficie total de 29.3 km², de la cual 29.3 km² corresponden a tierra firme y (0%) 0 km² es agua.

## Demografía
Según el censo de 2010, había 3.644 personas residiendo en Centerville. La densidad de población era de 124,39 hab./km². De los 3.644 habitantes, Centerville estaba compuesto por el 94.1% blancos, el 3.59% eran afroamericanos, el 0.27% eran amerindios, el 0.22% eran asiáticos, el 0% eran isleños del Pacífico, el 0.58% eran de otras razas y el 1.23% pertenecían a dos o más razas. Del total de la población el 1.87% eran hispanos o latinos de cualquier raza.